# Потоцкий, Томаш
Томаш Александр Адам Антоний Потоцкий (пол. Tomasz Aleksander Adam Antoni Potocki; родился 3 мая 1809, Варшава — 13 декабря 1861, Варшава) — польский помещик, офицер, общественный деятель, экономист, публицист.

## Биография
Представитель польского магнатского рода Потоцких герба «Пилява». Родился 3 мая 1809 года в Варшаве, во дворце своего деда Александра Потоцкого на Лешне. Старший сын графа Михала Потоцкого (1779—1855) и графини Людвики Равиты-Островской (1787—1855), дочери Томаша Адама Островского, владельца ряда имений, в частности, поместья Томашув-Мазовецки. Внук графа Александра Потоцкого и дед Томаша Людвика Потоцкого
.
Ему принадлежали поместья Москожев и Прашка. Принимал участие в Ноябрьском восстании в Польше 1831 года, затем он посвятил себя хозяйству и работе журналистом в Царстве Польском. Издал ряд работ в журнале «Roczniki Gospodarstwa Krajowego». В Аграрном обществе Царства Польского, представлял прогрессивное направление, проповедуя необходимость освобождение крепостных крестьян (что, однако, не сделал в своих имениях). Член-корреспондент Галицкого сельскохозяйственного общества (1846—1861).
Писал под псевдонимом «Адам Крыжтопор».
Автор работ «O urządzeniu stosunków rolniczych w Polsce» (1851) и «Poranki karlsbadzkie» (1858).
Автор первой научной биографии о Томаше Потоцком — лодзинский историк Ярослав Кита.

## Семья
1-я жена с 26 июля 1830 года графиня Мария Тереза Людвика Витольд-Александрович (1812 — 1 сентября 1845), дочь графа Станислава Витольда Витольда-Александровича (1781—1826) и графини Аполлонии Ледуховской (1787—1873). Дети от первого брака:
- Михал Томаш Валерий Потоцкий (10 декабря 1832—1863)
- Антоний Юзеф Томаш Потоцкий (26 апреля 1834 — 11 июня 1863), жена с 1858 года графиня Изабелла Мария Жозефа Борх (1837—1918)
- Людвика Мария Потоцкая (22 мая 1835—1869)
- Станислав Ян Владислав Потоцкий (24 июня 1836 — 30 марта 1882), жена с 1862 года Мария Островская (1838—1925).

2-я жена с лета 1847 года Ванда София Оссолинская (1823 — 29 октября 1907), дочь Виктора Максимилиана Юзефа Оссолинского (1790—1860) и графини Софии Ходкевич (1803—1871). Дети от второго брака:
- Ежи Потоцкий (17 июля 1848—1849)
- Аниела Потоцкая (1850 — 20 февраля 1917 года), муж с 1870 года граф Константин Замойский (1846—1923)
- Иоанна Матильда Людвика Потоцкая (12 января 1851 — 9 июня 1928), муж с 1875 года граф Константин Юзеф Потоцкий (1846—1909).